# Kristýna Juliána Bádensko-Durlašská
Kristýna Juliána Bádensko-Durlašská (12. září 1678 Durlach – 10. července 1707 Eisenach) byla rodem bádensko-durlašská princezna a sňatkem sasko-eisenašská vévodkyně.

## Životopis
Narodila se v Karlsruhe jako jediný potomek Karla Gustava Bádensko-Durlašského a jeho manželky Anny Žofie Brunšvicko-Wolfenbüttelské, který se dožil dospělosti. V dolnosaském Wolfenbüttelu se 27. února 1697 provdala za prince Jana Viléma III. Sasko-Eisenašského, který o rok později zdědil po smrti bezdětného staršího bratra vládu nad sasko-eisenašským vévodstvím. Během desetiletého manželství porodila Kristýna svému choti sedm potomků. Měsíc po porodu nejmladšího syna zemřela ve věku 28 let v Eisenachu, kde byla také pohřbena.

### Potomci
- 1. Johanetta Antonie Juliána Sasko-Eisenašská (31. 1. 1698 Jena – 13. 4. 1726 Dahme)[3]
⚭ 1721 Jan Adolf II. Sasko-Weissenfelský (4. 9. 1685 Weißenfels – 16. 5. 1746 Lipsko)[4]
- 2. Karolína Kristýna Sasko-Eisenašská (15. 4. 1699 Jena – 25. 7. 1743 Philippsthal)[5]
⚭ 1725 Karel I. Hesensko-Philippsthalský (23. 9. 1682 Šmalkaldy – 8. 5. 1770 Philippsthal), lankrabě hesensko-philippsthalský od roku 1721 až do své smrti[6]
- 3. Antonín Gustav Sasko-Eisenašský (12. 8. 1700 Eisenach – 4. 10. 1710 tamtéž)[7][8]
- 4. Šarlota Vilemína Juliána Sasko-Eisenašská (27. 6. 1703 Eisenach – 17. 8. 1774 Erfurt), svobodná a bezdětná[9]
- 5. Johanetta Vilemína Juliána Sasko-Eisenašská (10. 9. 1704 Eisenach – 3. 1. 1705 tamtéž)[10][11]
- 6. Karel Vilém Sasko-Eisenašský (9. 1. 1706 Eisenach – 24. 2. 1706 tamtéž)[12][13]
- 7. Karel August Sasko-Eisenašský (10. 6. 1707 Eisenach – 22. 2. 1711 tamtéž)[14][15]